# Eugène Bossard
Pour les articles homonymes, voir Bossard.
Œuvres principales
Gilles de Rais, maréchal de France, dit « Barbe-Bleue », 1404-1440 
Cathelineau, généralissime de l'armée catholique et royale : 13 mars-14 juillet 1793
Eugène Bossard, dit l'abbé Eugène Bossard, né le 31 octobre 1853 à Saint-Christophe-du-Bois (Maine-et-Loire) et mort le 22 avril 1905 à Bordeaux (Gironde), est un ecclésiastique, polémiste et érudit, auteur d'ouvrages d'histoire régionaliste portant notamment sur la guerre de Vendée.
Il demeure essentiellement connu grâce à sa thèse ès-lettres consacrée à Gilles de Rais.

## Biographie
Théodore-Eugène Bossard, né le 31 octobre 1853 à Saint-Christophe-du-Bois, dans une famille de la petite bourgeoisie de Saint-Christophe-du-Bois (commune sise près de Cholet), est le sixième et dernier enfant de Jean-Philippe Bossard, tisserand et Marie-Jeanne Retailleau, mère au foyer,.
Très jeune, sensible à l'œuvre du père Louis-Marie Grignion de Montfort il décide de se consacrer à la vie religieuse. Il entre au petit séminaire de Beaupréau en 1867. Après avoir passé son baccalauréat (section philosophie), on le trouve à l’école des hautes études de Saint-Aubin à Angers.
Il est ordonné prêtre du diocèse de Rennes en 1878. Il fonde un externat catholique rue Legendre, à Paris et l'institution Sainte-Marie de Cholet,.
Membre de la Société archéologique d'Ille-et-Vilaine, il devient docteur ès lettres à la faculté de lettres de Poitiers en soutenant, le 28 décembre 1885, une thèse ès-Lettres consacrée à Gilles de Rais, qui reste son œuvre historique la plus célèbre. Joris-Karl Huysmans s'en inspire — entre autres sources — pour composer son roman Là-bas. En 1886, la réédition de la thèse de Bossard s'enrichit d'une édition critique des actes en latin du procès du baron de Rais, « pièces justificatives » établies par le chartiste René de Maulde-La Clavière,.
Dans la même année, il publie Alani de Insulis Anticlaudianus cum Divina Dantis Alighieri Comœdia collatus, mémoire consacré à l'influence possible de l’Anticlaudianus d'Alain de Lille sur la genèse de la Divine Comédie de Dante Alighieri.
L'abbé Bossard meurt le 22 avril 1905 à Bordeaux.

## Principales publications
- Le Parlement de Bretagne et la royauté, 1765-1769. Procès La Chalotais. Rapport au Congrès de l'Association bretonne, Paris, V. Palmé, 1882, VII-109 p.
- (la) Alani de Insulis Anticlaudianus cum Divina Dantis Alighieri Comœdia collatus, Angers, Lachèse et Dolbeau, 1885, 118 p. (lire en ligne).
- Eugène Bossard (abbé), Gilles de Rais, maréchal de France, dit « Barbe-Bleue », 1404-1440 : d'après des documents inédits, Paris, Honoré Champion, 1886 (1re éd. 1885), XIX-426-CLXVIII (présentation en ligne, lire en ligne), [présentation en ligne]. Rééditions (amputées de l'édition critique des minutes en latin du procès, établie par le chartiste René de Maulde) : Grenoble, Éditions Jérôme Millon, postface de François Angelier, 1992 et 1997, 336 p.,  (ISBN 2-905614-72-2).
- Cathelineau, généralissime de l'armée catholique et royale : 13 mars-14 juillet 1793 ; réponse à M. Célestin Port, membre de l'Institut, archiviste de Maine-et-Loire, Paris, Lamulle et Poisson / Niort, L. Clouzot, 1893, XIV-296 p., [présentation en ligne]. Réédition : Ingrandes-sur-Loire, Impr. Vendée militaire, 2004 (reproduction en fac-similé).
- Une Crise de l'Église de France, Angers, Lachèse, 1895, 26 p. (Extrait de la Revue des Facultés catholiques de l'Ouest).
- La première histoire des guerres de la Vendée, Angers, J. Siraudeau, 1905, 48 p. (Extrait de la Revue des Facultés catholiques de l'Ouest).

## Hommages
Une rue de Cholet porte son nom,.